# Echizen (stad)
Echizen (Japans: 越前市, Echizen-shi) is een stad in de prefectuur Fukui in Japan. De oppervlakte van de stad is 230,75 km² en begin 2009 had de stad circa 86.000 inwoners.

## Geschiedenis
Op 1 oktober 2005 werd Echizen een stad (shi) door samenvoeging van de stad Takefu (越前市, Takefu-shi) en de gemeente Imadate (今立町, Imadate-chō). De stad was echter al een belangrijk regionaal centrum gedurende meer dan 1500 jaar. Er zijn prehistorische vindplaatsen, meerdere voormalige kastelen en de stad heeft meer dan 300 heiligdommen en tempels. Er is bijna geen stad in Japan met meer nationaal erfgoed.
In de Yamatoperiode viel Echizen onder de provincie Koshi. De 26e keizer van Japan, keizer Keitai, kwam in 507 aan de macht. In deze periode startte de economische en culturele ontwikkeling rond Takefu.
Om de Aino te verslaan in Koshi werd Echizen in de Naraperiode een belangrijk militaire basis. Hiermee groeide het politieke belang van de regio.
De schrijfster Murasaki Shikibu woonde in de Heianperiode enige tijd in Echizen waar haar vader als gouverneur was aangesteld. Deze periode in haar leven heeft de Genji Monogatari beïnvloed, hetgeen blijkt uit de vele plaatsnamen uit Echizen die er in voorkomen.
In de Muromachiperiode werd Takatsune Shiba een machtige daimyō na een overwinning op Nitta Yoshisada. Hij veranderde zijn naam van Shiba naar Kuratani. Zijn nakomelingen hielden de macht in de provincie Echizen. Zijn huis stond in Ajimano, nu deel van de stad Echizen.
In de Edoperiode, na de Slag bij Sekigahara, werd Honda Tomimasa, een vertrouweling van Tokugawa Ieyasu, verantwoordelijk voor het gebied rond Takefu. Hij herstelde het door oorlog verwoeste gebied en legde de basis voor de industrieën die nog steeds in Echizen worden uitgevoerd. De familie Honda regeerde negen generaties.
In 1948 werd Takefu een stad en in de elf daaropvolgende jaren werden 7 dorpen geannexeerd. Imadate werd in 1956 een gemeente.

## Economie
In Echizen zijn diverse grote elektronica en apparatenfabrieken gevestigd. Het meest bekend is de stad door het grote aantal kleine bedrijven en de lokale grap is dat iedereen in de stad shacho (directeur van een bedrijf) is.
In Echizen is er een Braziliaanse gemeenschap waarvan velen werken in een fabriek voor keramische condensators en een Chinese gemeenschap die vooral werkt in de kledingindustrie.

## Bezienswaardigheden

### Shinto-heiligdommen
- Soja Jinja (総社大神宮) - Dit is de belangrijkste jinja in de stad Echizen. De goden van jinja's uit heel Echizen worden hier samen aanbeden. In de stad wordt deze jinja ook "Osanja-san" genoemd.
- Oshio Hachiman jinja (大塩八幡宮) - In 887 bouwde Kino Tomonaka deze jinja als dank voor de toestemming terug te keren naar Nara na jaren van verbanning in verband met een valse beschuldiging.
- Omushi jinja (大虫神社) - Herbouwd in 1996.
- Hino jinja (日野神社) - Deze jinja ligt bij de ingang naar de berg Hino en de jinja en de hele berg worden als een heilige plaats beschouwd. Er is een tweede jinja op de top van de berg. In de zomer is er een Hino-festival waarij wordt gedanst ter ere van de god van de berg. 's Nachts wordt de berg beklommen bij het licht van fakkels om de zonsopgang vanaf de top te zien.
- Ajimano jinja (味真野神社) - Deze jinja herdenkt keizer Keitai.
- Okafuto jinja & Otaki jinja (岡太神社、大瀧神社) - Deze jinja's staan naast elkaar op de top van de berg Gongen en een derde staat aan de voet van de berg. Hier wordt de godin van het papier, Kawakami aanbeden. Een legende vertelt dat zij 1500 jaar geleden de mensen leerde hoe ze papier konden maken.

### Boeddhistischetempels
- Gekkouji-tempel (月光寺) - Tijdens de hongersnood van 1833 tot 1844 stierven velen. Om hen te gedenken werd in 1847 deze tempel gebouwd. In de hoofdhal staat een koperen Boeddha.
- Hoyamaji-tempel (帆山寺) - Deze tempel is gewijd aan Senju Kannon, een getransformeerde Boeddha met 1000 handen.
- Injoji-tempel (引接寺) - Deze tempel, bestaande uit 9 gebouwen, werd gebouwd in 1488. Injoji was een van de hoofdtakken van de Shinseishu sekte van het Tendai Boeddhisme. Het poortgebouw is volledig gebouwd van zelkovahout en bevat vele beroemde beelden.
- Ryusenji-tempel (龍泉寺) - Deze tempel, in 1367 gebouwd door Tsugen-jakurei, behoort tot de Sotoshu sekte van het Zenboeddhisme. De familie Honda was begunstiger van deze tempel en de graven van deze familie worden door deze tempel onderhouden en beschermd.
- Ryumonji-tempel (龍門寺) - Deze tempel was lang het voorbeeld voor de eenvoudige architectuur van een Zen tempel uit 1299. Later werd de tempel verbouwd tot fort. Oda Nobunaga verzamelde hier zijn legers voor de oorlog tegen Asakura Yoshikage. Nu zijn de ruïnes van de gracht en het fort op het tempelterrein nog te zien.
- Kongoin-tempel (金剛院) - Kongoin behoort tot de Soto-sekte van Zen. Deze tempel is gebouwd in 1433 en door Tomimasa Honda in 1610 verplaatst naar de huidige locatie. Jaarlijks wordt hier op 15 juli het Mitama-festival gehouden. De tempel wordt dan verlicht door 6.000 kaarsen en een groep priesters loopt rond terwijl zij soetras lezen.
- Reisenji-tempel (霊泉寺) - In de Muromachiperiode gebouwd door Shiba Yoshitoshi. Deze tempel bevat een bijzondere, 8m hoog beeld van een staande Boeddha van zwart gelakt hout.
- Goshoji-tempel (豪摂寺) - De Goshoji tempel is een van de hoofdvestigingen van de Shinsyu sektes. De tempel heeft een kostbaar gedecoreerde toegangspoort. Deze ruim opgezette tempel heeft een Shinran hal, Amida hal, een klokkentoren en een opslagplaats voor soetras.
- Jofukuji tempeltuin (浄福寺庭園) - De Jufukuji tempeltuin is een toeristische attractie: een tuin in Japanse stijl met rotsen, zand en mos. De tempel is gebouwd door Tairano Yorimori in de Kamakuraperiode en biedt zicht op de berg Hino. Met bloemen van het seizoen is deze tuin altijd de moeite waard: camellias in het voorjaar, azaleas in de zomer, esdoornbladeren in de herfst en witte bloemen van de ilex in de winter.

### Parken
- Murasaki Shikibu Park (紫式部公園) - Dit park eert Murasaki Shikibu; een beeld van haar staat in het park, kijkend in de richting van Kioto. Het park lijkt op een oude, rijke elegante tuin van een edelman uit de Heianperiode.
- Ajimano Park (味真野苑) - Ajimano heeft een band met de Manyo-shu (een gedichtenverzameling uit de Naraperiode). Het bevat 63 tragische liefdesgedichten van Nakatomino Yakamori en Sanono Otogamino Otome. In dit park staat een monument waarin 15 gedichten zijn uitgehakt.
- Kakyo Park (花匡公園) - Park ter herinnering aan keizer Keitai in Echizen. Er staan duizend kersenboomen (sakura).
- Kojiro Park (小次郎公園) - Een beeld van Kojiro Sasaki waakt over dit park. Kojiro was een beroemd schermer uit de stad Fukui.
- Rozan Park (廬山公園) - Dit park ligt op de top van de berg Murakuni en biedt vooral 's nachts een prachtig uitzicht over Echizen, Sabae en zelfs Fukui.
- Echizen no Sato (越前の里) - In dit park staat een oud Taniguchi huis.
  - Manyo-kan (万葉館) - "Manyo-shu" is een verzameling wakas, traditionele Japanse gedichten. Gedichten waarvan men denkt dat ze in Echizen (Ajimano) zijn geschreven worden hier tentoongesteld.
  - Manyo kikka-en (万葉菊花園) - Dit is de Chrysanten tentoonstellingshal waar onder andere levensgrote men chrysanten bedekte poppen staan.

### Diversen
- Kura-no-Tsuji (蔵の辻) - Een historisch gebied in het centrum van Takefu met oude opslagplaatsen met wit geschilderde muren. Dit gebied floreerde in de Edoperiode als overslagpunt voor de handel tussen Kansai en okuriku.
- Takefu Gemeentehuis Museum (武生公会堂記念館) - Deze hal werd gebouwd in 1929. Na reparatie werd het heropend als museum in 1995. Het is nu een historisch museum en er worden concerten en culturele evenementen gehouden.
- Teramachi Dori (寺町通り) - Deze historische straat in het centrum van Takefu is beroemd om de stenen straten en de gebouwen met een oud uiterlijk.
- Ruïnes van de Komaru burcht (小丸城跡) - De Komaru burcht werd gebouwd door een aanhanger van Oda Nobunaga, Sassa Narimasa, van 1575 tot 1581. Getoond worden de funderingen, delen van de poort en enkele dakpannen waarop verhalen staan over de Boeddhistische opstand tegen de onderdrukking door Oda.
- Takefu Messendorp (タケフナイフヴィレッジ) - Dit is een werkplaats waar handgemaakte messen worden vervaardigd in de traditionele Echizen-stijl.
- Usuzumi Sakura (薄墨桜) - Er staan vele oude kersenbomen op de berg Sanri. Eén daarvan wordt "Usuzumi Sakura" genoemd en is circa 600 jaar oud. Het verhaal gaat dat toen keizer Keitai zijn vriendin moest achterlaten (omdat hij naar Kioto moest), werd de bloesem van deze boom lichter door haar verdriet. "Usuzumi" betekent bijna kleurloos roze.
- Washi no Sato (和紙の里) - Deze buurt is waar het traditionele ambacht van Japans papier maken wordt beoefend.
  - Japans Papierplein (和紙の広場) - Dit plein is ongeveer 230 meters lang. Papierwinkels en cafés, een fontein met koi, vele soorten bomen: een plaats waar veel mensen komen om te ontspannen.
  - Papyrus Centrum (パピルス館) - Dit gebouw biedt informatie en een werkplaats over Echiezen-papier. Bezoekers kunnen in 20 minuten een eigen stukje Echizen-papier maken.
  - De ambachtelijke werkplaats in Udatsu (卯立の工芸館) - Dit gebouw is een reconstructie van een originele papiermolen uit de Edoperiode waar de negende generatie van papiermakers werkt.
- Yanagi Watervallen (柳の滝) - Het dorp Yanagi is beroemd om de watervallen. Vooral de Nuno waterval is bekend door de stroom die eruitziet als een dun wit kleed.
- Minowaki no Tokimizu (蓑脇の時水) - Deze waterval behoort tot de 100 mooiste uitzichten van Japan.
- Uno Theeceremonie Museum

## Verkeer
Echizen ligt aan de Hokuriku-hoofdlijn van de West Japan Railway Company en aan de Fukubu-lijn van de Fukui Spoorwegen.
Echizen ligt aan de Hokuriku-autosnelweg en aan de autowegen 8, 365 en 417.

## Aangrenzende steden
- Fukui
- Sabae